# Озеро Гравель
Озеро Гравель (фр. Lac de Gravelle) — найменше з 4 озер Венсенського лісу. 

## Короткий опис
Об'єм озера становить 28 000 м ³ , площа дзеркала — км ² ≈ 0,01. Знаходиться в південно-східній частині Венсенського лісу, приблизно за 50 метрів на південь від Венсенського іподрому. Як і три інших озера парку (Мінім, Сен-Манде та Доменіль), Гравель є частиною гідросистеми Венсенського лісу. 
Озеро Гравель розташовано вище інших озер парку, тому саме через нього здійснюється постачання озер парку водами Сени. Гравель поєднане з двома іншими озерами парку за допомогою невеликих каналів; із Сен-Манде і Доменіль каналом, що зветься «струмок Гравель», а з Мінім — каналом, який називається «річка Жуанвіль» (фр. Rivière de Joinville).
Озеро було викопане в 1860-их роках, під час перетворення Венсенського лісу в парк, під керівництвом інженера Жана-Шарля Альфана. З 1866 по 1974 озеро Гравель було з'єднане через насосну станцію Сен-Мор-де-Фоссе з Марною , але після відкриття автостради А4 , яка проходить трохи південніше, нагнітання вод в озеро йде з Сени, через насосну станцію розташовану біля Аустерліцького мосту.